# Roveň (Českotřebovská vrchovina)
Roveň je vrchol v České republice ležící v Českotřebovské vrchovině.

## Poloha
Vrch Roveň se nachází nad osadou Bezpráví asi 3,5 kilometrů východně od Brandýsa nad Orlicí a asi 5 kilometrů severozápadně od Ústí nad Orlicí. Jedná se krátkou rozsochu vybíhající severovýchodním směrem z jižního svahu údolí Tiché Orlice. Směrem k tomuto svahu je vrchol oddělen mělkým sedélkem, ostatní svahy jsou prudké a vykazují převýšení vzhledem ke dnu údolí asi 70 metrů.

## Vodstvo
Celý výběžek je obtékán Tichou Orlicí, která zde tvoří zákrut o více než 180 stupních.

## Příroda
Masív vrchu je souvisle zalesněn. Paseky ve svazích nezabírají velké procento rozlohy. V severním svahu se nachází malá jeskyně, jejíž vstup je v období vegetačního klidu dobře viditelný.

## Komunikace a stavby
V místě napojení výběžku na hlavní svah údolí se nachází čtyřsměrová křižovatka lesních cest. Jeden směr obsluhuje vrcholovou partii vrchu, druhý sestupuje po západním svahu k železniční zastávce Bezpráví a pokračuje dále do stejnojmenné osady a je sledován červeně značenou turistickou trasou KČT 0455 z Brandýsa do Ústí nad Orlicí. Třetí klesá k jihu k osadě Luh a čtvrtá vede západním směrem k Brandýsu nad Orlicí. Společně s Tichou Orlicí tvoří pod úpatím kopce velký zákrut i železniční trať Kolín - Česká Třebová. Jedná se o velmi oblíbené místo železničních fotografů.